# Endomorfizm Frobeniusa
Endomorfizm Frobeniusa – szczególny endomorfizm pierścieni przemiennych o charakterystyce wyrażającej się liczbą pierwszą {\displaystyle p,} w szczególności ciał. Endomorfizm przekształca każdy element w jego {\displaystyle p}-tą potęgę. W niektórych okolicznościach endomorfizm ten jest automorfizmem, lecz nie jest to prawdą w ogólności. Nosi on miano od nazwiska Ferdinanda Georga Frobeniusa, matematyka.

## Definicja
Niech {\displaystyle R} będzie pierścieniem przemiennym o (dodatniej) charakterystyce wyrażającej się liczbą pierwszą {\displaystyle p} (charakterystyka zawsze jest liczbą pierwszą, jeżeli pierścień jest przykładowo dziedziną całkowitości). Endomorfizm Frobeniusa {\displaystyle F} określony jest wzorem
{\displaystyle F(r)=r^{p}}
dla wszystkich elementów {\displaystyle r\in R.} Jest on zgodny z mnożeniem w {\displaystyle R,} gdyż
{\displaystyle F(rs)=(rs)^{p}=r^{p}s^{p}=F(r)F(s),}
a ponadto widać, iż {\displaystyle F(1)=1.} Interesujące jest jednak, że jest on również zgodny z dodawaniem w {\displaystyle R.} Wyrażenie {\displaystyle (r+s)^{p}} można rozwinąć za pomocą twierdzenia o dwumianie: ponieważ {\displaystyle p} jest liczbą pierwszą, to dzieli ona {\displaystyle p!,} lecz nie dzieli {\displaystyle q!} dla {\displaystyle q<p,} skąd wynika, że {\displaystyle p} będzie dzielić licznik, ale nie mianownik jawnego wzoru na współczynniki dwumienne
{\displaystyle {\frac {p!}{k!(p-k)!}}}
dla {\displaystyle 1\leqslant k\leqslant p-1.} Dlatego też współczynniki wszystkich wyrazów poza {\displaystyle r^{p}} oraz {\displaystyle s^{p}} są podzielne przez {\displaystyle p,} które jest charakterystyką, przez co znikają. Zatem
{\displaystyle F(r+s)=(r+s)^{p}=r^{p}+s^{p}=F(r)+F(s),}
co dowodzi, że {\displaystyle F} jest homomorfizmem pierścieni.
W ogólności {\displaystyle F} nie jest automorfizmem. Niech {\displaystyle K} będzie na ciałem {\displaystyle \mathbf {F} _{p}(t),} tzn. ciałem skończonym o {\displaystyle p} elementach z dołączonym jednym elementem przestępnym {\displaystyle t.} Okazuje się, że obraz {\displaystyle F} nie zawiera {\displaystyle t,} co można pokazać przez sprzeczność: niech istnieje taki element {\displaystyle K,} którego obrazem w {\displaystyle F} jest {\displaystyle t.} Element ten jest funkcją wymierną {\displaystyle {\tfrac {q(t)}{r(t)}},} której {\displaystyle p}-ta potęga {\displaystyle \left({\tfrac {q(t)}{r(t)}}\right)^{p},} wynosi {\displaystyle t.} W związku z tym {\displaystyle p(\deg q-\deg r)=1,} co jest niemożliwe. W ten sposób endomorfizm {\displaystyle F} nie jest suriektywny, przez co nie jest automorfizmem.
Jest również możliwe, by {\displaystyle F} nie było iniektywne; dzieje się tak wtedy i tylko wtedy, gdy pierścień {\displaystyle R} ma element nilpotentny rzędu nie większego niż {\displaystyle p.}

## Punkty stałe
Niech {\displaystyle R} będzie dziedziną całkowitości. Przekształcenie Frobeniusa przekształca na siebie wszystkie elementy {\displaystyle R,} które spełniają równość {\displaystyle x^{p}=x.} Są to wszystkie pierwiastki równania {\displaystyle x^{p}-x,} a ponieważ jest ono stopnia {\displaystyle p,} to może mieć ono co najwyżej {\displaystyle p} rozwiązań. Są to dokładnie elementy {\displaystyle 0,1,2,\ldots ,p-1.} Wynika stąd, że zbiór punktów stałych {\displaystyle F} jest ciałem prostym.
Iterowanie odwzorowania Frobeniusa daje ciąg elementów {\displaystyle R} postaci
{\displaystyle x,x^{p},x^{p^{2}},x^{p^{3}},\ldots }
Przyłożenie {\displaystyle e}-tej iteracji {\displaystyle F} do pierścienia zawierającego ciało {\displaystyle K} o {\displaystyle p^{e}} elementach daje, podobnie jak w powyższym przykładzie, zbiór punktów stałych równy {\displaystyle K.} Iteracje przekształcenia Frobeniusa wykorzystuje się również do definiowania domknięcia Frobeniusa i domknięcia ciasnego (ang. tight closure) ideału.

## Ciała skończone
Niech {\displaystyle \mathbf {F} _{q}} oznacza ciało skończone o {\displaystyle q} elementach, gdzie {\displaystyle q=p^{e}.} Zgodnie z powyższym rozumowaniem {\displaystyle F} ustala {\displaystyle \mathbf {F} ^{p}.} Jeżeli {\displaystyle e=2,} to {\displaystyle F^{2},} druga iteracja przekształcenia Frobeniusa, ustala {\displaystyle p^{2}} elementów, zatem ustala także {\displaystyle \mathbf {F} ^{p^{2}}.} W ogólności {\displaystyle F^{e}} ustala {\displaystyle \mathbf {F} ^{p^{e}}.} Co więcej, {\displaystyle F} generuje grupę Galois dowolnego rozszerzenia ciał skończonych.

## Schematy
Korzystając z powyższej obserwacji łatwo rozszerzyć przekształcenie Frobeniusa na schematy. Niech {\displaystyle X} będzie schematem nad ciałem {\displaystyle k} charakterystyki {\displaystyle p.} Wybierzmy dowolny podzbiór afiniczny {\displaystyle U=\operatorname {Spec} \;R} (zob. spektrum pierścienia). Ponieważ {\displaystyle X} jest {\displaystyle k}-schematem, to {\displaystyle k} zawiera się w {\displaystyle R.} Powoduje to, iż {\displaystyle R} musi być pierścieniem charakterystyki {\displaystyle p,} dzięki czemu można zdefiniować endomorfizm Frobeniusa {\displaystyle F} dla {\displaystyle R} jak wyżej. Przekształcenie {\displaystyle F} komutuje z lokalizacją, przez co {\displaystyle F} skleja się dając endomorfizm {\displaystyle X.}
Jednakże {\displaystyle F} nie musi być endomorfizmem {\displaystyle k}-schematów. Jeżeli {\displaystyle k} nie jest {\displaystyle \mathbf {F} ^{p},} to {\displaystyle F} nie ustali {\displaystyle k} i w konsekwencji nie będzie przekształceniem {\displaystyle k}-algebr. Częściowym rozwiązaniem tego problemu jest zwrócenie uwagi na zawieranie {\displaystyle F(k)=k^{p}} w {\displaystyle k{:}} ponieważ {\displaystyle X} jest {\displaystyle k}-schematem, to jest także {\displaystyle k^{p}}-schematem. W ten sposób {\displaystyle F} jest także odwzorowaniem {\displaystyle k^{p}}-schematów.

## Ciała lokalne
Definicja {\displaystyle F} dla schematów automatycznie przenosi się na definicje dla ciał lokalnych i globalnych, jednak ze względu na jasność opisu przypadki te zostaną potraktowane osobno.
Definicję endomorfizmu Frobeniusa dla ciał skończonych można rozszerzyć na inne rodzaje rozszerzeń ciał. Dla nierozgałęzionego rozszerzenia skończonego {\displaystyle L/K} ciał lokalnych istnieje pojęcie endomorfizmu Frobieniusa, które indukuje endomorfizm Frobeniusa na odpowiadającym rozszerzeniu ciał reszt.
Niech {\displaystyle L/K} będzie nierozgałęzionym rozszerzeniem ciał lokalnych wraz z pierścieniem liczb całkowitych {\displaystyle {\mathcal {O}}_{K}} ciała {\displaystyle K} takim, że ciało reszt – liczby całkowite {\displaystyle K} modulo ich jednoznacznie określony ideał maksymalny {\displaystyle \varphi } – jest ciałem skończonym rzędu {\displaystyle q.} Jeżeli {\displaystyle \Phi } jest ideałem pierwszym {\displaystyle L} nad {\displaystyle \varphi ,} to nierozgałęzienie {\displaystyle L/K} oznacza, że liczby całkowite ciała {\displaystyle L} modulo {\displaystyle \Phi ,} ciała reszt {\displaystyle L,} jest ciałem skończonym rzędu {\displaystyle q^{f}} stanowiącym rozszerzenie ciała reszt {\displaystyle K,} gdzie {\displaystyle f} oznacza stopień {\displaystyle L/K.} Przekształcenie Frobeniusa można zdefiniować dla elementów pierścienia liczb całkowitych {\displaystyle {\mathcal {O}}_{L}} ciała {\displaystyle L} wzorem
{\displaystyle s_{\Phi }(x)\equiv x^{q}\mod \Phi .}

## Ciała globalne
W algebraicznej teorii liczb elementy Frobeniusa są zdefiniowane dla rozszerzeń {\displaystyle L/K} ciał globalnych, które są skończonymi rozszerzeniami Galois dla ideałów pierwszych {\displaystyle \Phi } ciała {\displaystyle L} nierozgałęzionych w {\displaystyle L/K.} Ponieważ rozszerzenie jest nierozgałęzione, to grupa rozkładu {\displaystyle \Phi } jest grupą Galois rozszerzenia ciał reszt. Element Frobeniusa może być określony dla elementów pierścienia liczb całkowitych {\displaystyle L,} jak w przypadku lokalnym, wzorem
{\displaystyle s_{\Phi }(x)\equiv x^{q}\mod \Phi ,}
gdzie {\displaystyle q} jest rzędem ciała rozkładu {\displaystyle {\mathcal {O}}_{K}\mod \Phi .}
Podniesienia endomorfizmów Frobeniusa są związane z p-pochodnymi.

## Przykłady
Wielomian {\displaystyle x^{5}-x-1} ma wyróżnik równy {\displaystyle 15\cdot 151,} jest więc nierozgałęziony dla liczby pierwszej {\displaystyle 3;} jest także nierozkładalny modulo {\displaystyle 3.} Dlatego dołączenie jego pierwiastka {\displaystyle \rho } do ciała liczb {\displaystyle 3}-adycznych {\displaystyle \mathbb {Q} _{3}} daje nierozgałęzione rozszerzenie {\displaystyle \mathbb {Q} _{3}(\rho )} ciała {\displaystyle \mathbb {Q} _{3}.} Można znaleźć obraz {\displaystyle \rho } w przekształceniu Frobeniusa poprzez wskazanie pierwiastka najbliższego {\displaystyle \rho ^{3}.} co można osiągnąć metodą Newtona. W ten sposób uzyskuje się element pierścienia liczb całkowitych {\displaystyle \mathbb {Z} _{3}[\rho ];} jest to wielomian czwartego stopnia względem {\displaystyle \rho } o współczynnikach będących {\displaystyle 3}-adycznymi liczbami całkowitymi {\displaystyle \mathbb {Z} _{3}.} Wielomianem tym, modulo {\displaystyle 3^{8},} jest
{\displaystyle \rho ^{3}+3(460+183\rho -354\rho ^{2}-979\rho ^{3}-575\rho ^{4}).}
Jest on algebraiczny nad {\displaystyle \mathbb {Q} } i jest poprawnym obrazem endomorfizmu Frobeniusa w sensie zanurzenia {\displaystyle \mathbb {Q} } w {\displaystyle \mathbb {Q} _{3};} co więcej algebraiczne są współczynniki, dlatego wynik może być wyrażony algebraicznie. Jednakże są one stopnia {\displaystyle 120,} rzędu grupy Galois, co ilustruje fakt, iż obliczenia będą prostsze, jeżeli wystarczające będą wyniki {\displaystyle p}-adyczne.
Jeżeli {\displaystyle L/K} jest rozszerzeniem abelowym ciał globalnych, to można uzyskać o wiele silniejsze przystawanie, ponieważ zależy ona tylko od elementu pierwszego {\displaystyle \varphi } wyjściowego ciała {\displaystyle K.} Rozważając przykładowo rozszerzenie {\displaystyle \mathbb {Q} (\beta )} ciała {\displaystyle \mathbb {Q} } uzyskanego przez dołączenie pierwiastka {\displaystyle \beta } spełniającego
{\displaystyle \beta ^{5}+\beta ^{4}-4\beta ^{3}-3\beta ^{2}+3\beta +1=0}
do {\displaystyle \mathbb {Q} } widać, iż rozszerzenie to jest cykliczne rzędu piątego i ma pierwiastki
{\displaystyle 2\cos {\tfrac {2\pi n}{11}},}
gdzie {\displaystyle n} jest liczbą całkowitą. Ma ono pierwiastki będące wielomianami Czebyszewa zmiennej {\displaystyle \beta {:}}
{\displaystyle \beta ^{2}-2,\;\beta ^{3}-3\beta ,\;\beta ^{5}-5\beta ^{3}+5\beta }
są wynikami przekształcenia Frobeniusa dla liczb pierwszych {\displaystyle 2,3,5} i tak dalej, dla większych liczb pierwszych różnych od {\displaystyle 11} lub postaci {\displaystyle 22n+1} (które to są rozdzielcze). Widać wprost jak przekształcenie Frobeniusa daje wynik z dokładnością modulo {\displaystyle p} dla {\displaystyle p}-tej potęgi pierwiastka {\displaystyle \beta .}